# Trioncube
Trioncube (気持ちよさ連鎖パズル トリオンキューブ, Kimochiyosa Rensa Puzzle Trioncube) est un jeu vidéo de puzzle développé par Namco et sorti en 2006 sur Nintendo DS.

## Accueil
- Jeuxvideo.com : 12/20[1]